# Campeonato Paulista de Futebol de 2005
O Campeonato Paulista de Futebol de 2005 foi a 65.ª edição do campeonato organizado pela Federação Paulista de Futebol da divisão mais importante de futebol do Estado de São Paulo. Teve o São Paulo como campeão. O campeonato foi disputado entre 19 de janeiro e 17 de abril de 2005, no sistema de pontos corridos em turno único, sendo disputado entre vinte clubes.
O São Paulo conquistou o título antecipadamente, faltando duas rodadas para o término da competição. O artilheiro foi o atacante Finazzi, do América.
Foram rebaixados para a série A-2 de 2006: União Barbarense, União São João, Atlético Sorocaba e Inter de Limeira.
A competição foi citada no escândalo da Máfia do Apito como tendo 22 jogos manipulados.

## Regulamento do Campeonato Paulista de 2005
O Campeonato Paulista de 2005 foi totalmente modificado em relação ao anterior. O regulamento para a disputa do Campeonato Paulista de 2005 foi publicado da seguinte maneira:
1. O Campeonato Paulista de 2005 será disputado por 20 equipes no sistema de pontos corridos, em turno único - onde todos jogarão entre si;
2. Como o número de rodadas é ímpar (19 rodadas), algumas equipes terão o privilégio de serem mandantes mais vezes (dez jogos em casa e nove fora);
  1. Para determinar o número de mandos de jogos de cada clube foi utilizado pela Federação Paulista de Futebol o critério técnico, observando a classificação do campeonato de 2004;
  2. Caberá também à Federação Paulista de Futebol determinar os locais das partidas de Corinthians, Palmeiras e São Paulo;
3. Será campeã a equipe que somar mais pontos ao final das 19 rodadas. Em caso de empate entre dois ou mais times, o vencedor será definido obedecendo os seguintes critérios, nesta ordem:
  1. Maior número de vitórias;
  2. Melhor saldo de gols;
  3. Maior número de gols marcados;
  4. Vantagem no confronto direto (exclusivo quando o empate ocorrer apenas entre dois clubes);
  5. Sorteio público na sede da FPF;
4. Ao final da competição, as quatro equipes que somarem menos pontos serão rebaixadas à Série A-2 do Campeonato Paulista. Em caso de igualdade em pontos, serão observados os mesmos critérios de desempate que determina o campeão;
5. Finalmente, excluídos os clubes que já tenham vaga assegurada na Série A, B ou C, do Campeonato Brasileiro de 2005, as quatro melhores equipes classificadas no Campeonato Paulista terão asseguradas a indicação para a disputa da Série C do Nacional.

## Participantes
| - América-SP (São José do Rio Preto) - Atlético Sorocaba (Sorocaba) - Corinthians (São Paulo) - Guarani (Campinas) - Inter de Limeira (Limeira) - Ituano (Itu) - Marília (Marília) - Mogi Mirim (Mogi Mirim) - Palmeiras (São Paulo) - Paulista (Jundiaí) | - Ponte Preta (Campinas) - Portuguesa (São Paulo) - Portuguesa Santista (Santos) - Rio Branco-SP (Americana) - Santo André (Santo André) - Santos (Santos) - São Caetano (São Caetano do Sul) - São Paulo (São Paulo) - União Barbarense (Santa Bárbara d'Oeste) - União São João (Araras) |

## Disputa do título
O São Paulo fez uma campanha muito mais regular que seus adversários diretos ao título, Santos e Corinthians, que sempre o perseguiram à distância. Pouco além da metade do campeonato já se dava por certo o título tricolor.
Na 16ª rodada, a Portuguesa de Desportos receberia o São Paulo no Pacaembu, quando todos esperavam a confirmação da taça. Na rodada seguinte, o Santos receberia o Time da Fé na Vila Belmiro, e, também crente no título são-paulino e não disposta a ver a festa da conquista e entrega das faixas em sua casa, a diretoria alvinegra mudou seu mando de campo para Mogi Mirim.
No entanto, o Tricolor perdeu de virada por 2 a 1 para a Lusa, levando a final para Mogi Mirim, no San-São, na antepenúltima rodada. Santos e Corinthians tinham 32 pontos, podendo chegar a 41, que era a pontuação são-paulina, podendo, teoricamente empatar em pontos com o líder. Porém só o Corinthians ainda poderia ultrapassá-lo nos critérios de desempate, após empatar em número de vitórias (o Santos não podia mais).
Na antepenúltima rodada, em 3 de abril, o Tricolor segurou um 0 a 0,e, antes do apito final do árbitro, já se sagrou campeão ainda em campo, com o empate em 0 a 0 do Corinthians com o Ituano.

## Jogo do Campeão[5]
- 20/01 - São Paulo 4 X 2 Ituano
- 23/01 - América-SP 3 X 4 São Paulo
- 27/01 - São Paulo 2 X 0 Internacional de Limeira
- 30/01 - São Paulo 2 X 1 União São João
- 05/02 - União Barbarense 2 X 2 São Paulo
- 09/02 - São Caetano 3 X 4 São Paulo
- 12/02 - São Paulo 4 X 1 Atlético Sorocaba
- 20/02 - Palmeiras 0 X 3 São Paulo
- 24/02 - São Paulo 5 X 0 Portuguesa Santista
- 27/02 - São Paulo 1 X 0 Corinthians
- 06/03 - Paulista de Jundiaí 2 X 2 São Paulo
- 12/03 - São Paulo 1 X 0 Rio Branco
- 19/03 - São Paulo 6 X 0 Marília
- 23/03 - Guarani 1 X 2 São Paulo
- 26/03 - São Paulo 3 X 1 Santo André
- 31/03 - Portuguesa 2 X 1 São Paulo
- 03/04 - Santos 0 X 0 São Paulo
- 09/04 - São Paulo 1 X 2 Ponte Preta
- 17/04 - Mogi Mirim 1 X 2 São Paulo

## Jogo do título
| 3 de abril de 2005 | Santos             | 0 — 0 | São Paulo         | Estádio Wílson Fernandes de Barros, Mogi Mirim Público: 12.382 Renda: R$ 200.261 Árbitro: Wilson Luiz Seneme |
|                    | Hallison 20 do 1.º |       | Grafite 45 do 2.º | |

Santos: Henao, Ávalos, Hallison e Domingos; Bóvio, Zé Elias (Preto 34 do 2.º), Rogério, Rossini e Flávio; Robinho e William (Fábio Baiano 25 do 1.º, depois Deivid 12 do 2.º). Técnico: Alexandre Gallo.
São Paulo: Rogério Ceni, Lugano, Fabão e Edcarlos; Cicinho, Mineiro (Renan 33 do 2.º), Josué, Danilo (Marco Antônio 38 do 2.º) e Júnior; Grafite e Diego Tardelli (Luizão 17 do 2.º). Técnico: Emerson Leão.
- Obs.: o Santos não poderia ser campeão nessa partida.

## Classificação final
|  | Pos | Equipes             | Pts | PJ | V  | E | D  | GF | GC | SG  |
|  | --- | ------------------- | --- | -- | -- | - | -- | -- | -- | --- |
|  | 1.  | São Paulo           | 45  | 19 | 14 | 3 | 2  | 49 | 21 | +28 |
|  | 2.  | Corinthians         | 37  | 19 | 11 | 4 | 4  | 33 | 15 | +18 |
|  | 3.  | Santos              | 37  | 19 | 10 | 7 | 2  | 38 | 21 | +17 |
|  | 4.  | Santo André         | 33  | 19 | 10 | 3 | 6  | 34 | 27 | +7  |
|  | 5.  | São Caetano         | 32  | 19 | 10 | 2 | 7  | 35 | 30 | +5  |
|  | 6.  | Paulista            | 31  | 19 | 9  | 4 | 6  | 33 | 25 | +8  |
|  | 7.  | Ituano              | 28  | 19 | 8  | 4 | 7  | 34 | 34 | 0   |
|  | 8.  | Mogi Mirim          | 27  | 19 | 8  | 3 | 8  | 31 | 37 | -6  |
|  | 9.  | Palmeiras           | 25  | 19 | 7  | 4 | 8  | 31 | 32 | 1   |
|  | 10. | Portuguesa          | 24  | 19 | 6  | 6 | 7  | 27 | 32 | -5  |
|  | 11. | Guarani             | 24  | 19 | 6  | 6 | 7  | 20 | 25 | -5  |
|  | 12. | Marília             | 23  | 19 | 6  | 5 | 8  | 25 | 31 | -6  |
|  | 13. | Portuguesa Santista | 23  | 19 | 6  | 5 | 8  | 19 | 26 | -7  |
|  | 14. | América-SP¹         | 22  | 19 | 8  | 4 | 7  | 37 | 30 | +7  |
|  | 15. | Ponte Preta         | 22  | 19 | 6  | 4 | 9  | 28 | 33 | -5  |
|  | 16. | Rio Branco-SP       | 21  | 19 | 6  | 3 | 10 | 27 | 34 | -7  |
|  | 17. | União Barbarense    | 20  | 19 | 5  | 5 | 9  | 25 | 30 | -5  |
|  | 18. | União São João      | 20  | 19 | 5  | 5 | 9  | 31 | 46 | -15 |
|  | 19. | Atlético Sorocaba   | 16  | 19 | 4  | 4 | 11 | 26 | 37 | -11 |
|  | 20. | Inter de Limeira    | 12  | 19 | 3  | 3 | 13 | 25 | 42 | -17 |

|  |                                          |
|  | Campeão do Campeonato Paulista de 2005.  |
|  | Rebaixados à Série A2 do Paulistão 2006. |

- 1. ^ O América perdeu 6 pontos pela escalação irregular do goleiro Pitarelli

## Premiação
| Campeão Paulista de 2005 |
| São Paulo                |
| ------------------------ |
| SÃO PAULO (21º título)   |

## Campeão do Interior
| Campeão do Interior de 2005 |
| Santo André                 |
| --------------------------- |
| Santo André 1º título       |